# Dicasterie voor Evangelisatie

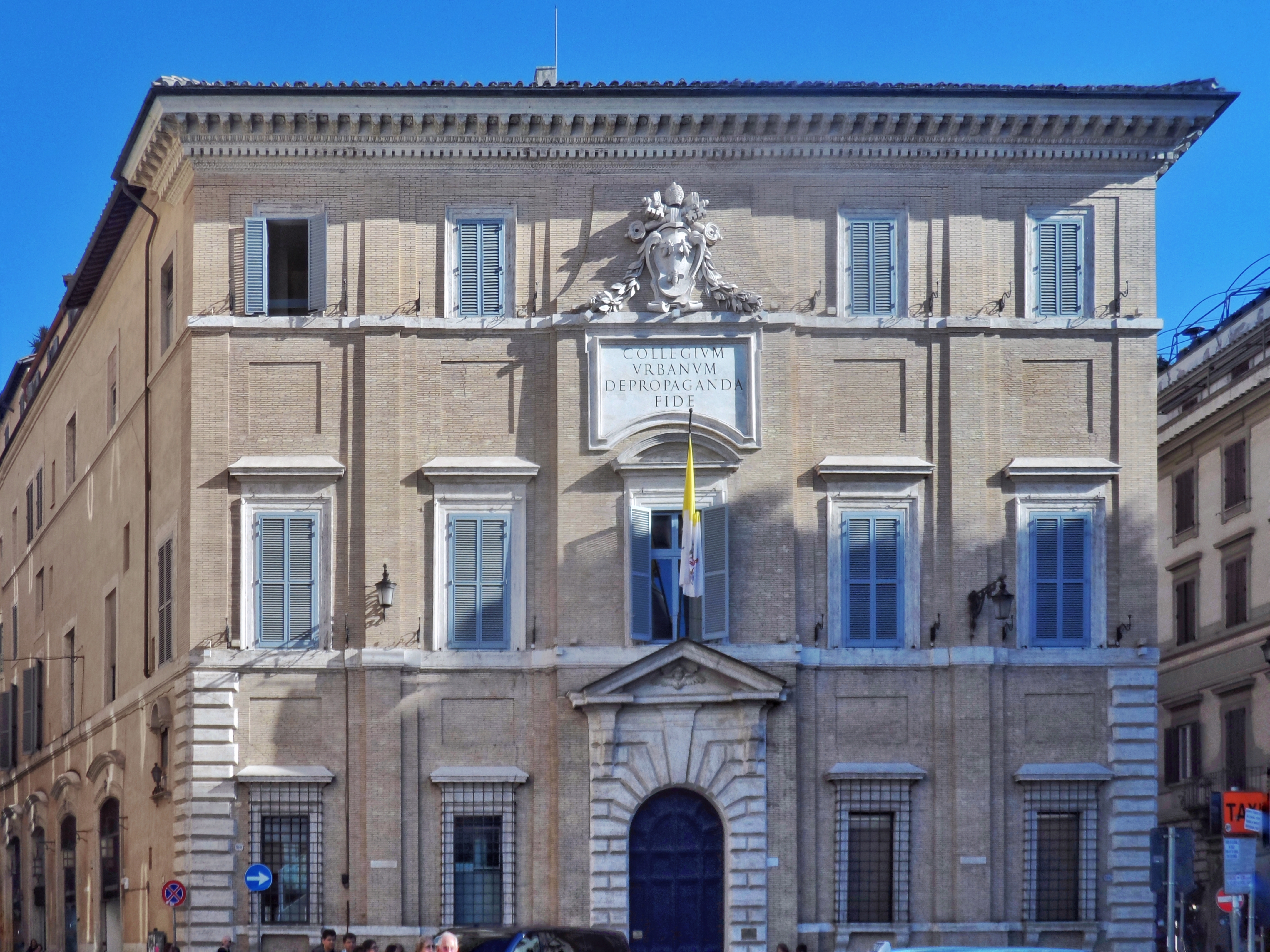
Het Palazzo di Propaganda Fide waarin het dicasterie zetelt

Het dicasterie voor Evangelisatie is een orgaan van de Romeinse Curie.
Het dicasterie werd ingesteld op 5 juni 2022 bij de inwerkingtreding van de apostolische constitutie Praedicate Evangelium. De op dezelfde datum opgeheven congregatie voor de Evangelisatie van de Volkeren en de pauselijke raad voor de Bevordering van de Nieuwe Evangelisatie werden in dit dicasterie geïncorporeerd; de taken en bevoegdheden van deze organen werden overgedragen aan het dicasterie.
De zittende paus is de prefect van het dicasterie.
Het dicasterie bestaat uit twee afdelingen:
- eerste afdeling: Fundamentele Kwesties van de Evangelisatie in de Wereld
- tweede afdeling: Eerste Evangelisatie en de Nieuwe Particuliere Kerken

De president van de pauselijke raad voor de Bevordering van de Nieuwe Evangelisatie, Rino Fisichella, en de prefect van de congregatie voor de Evangelisatie van de Volkeren, Luis Antonio Tagle, werden benoemd als pro-prefect van deze afdelingen. 